# シキザクラ
シキザクラ（四季桜、学名：Cerasus × subhirtella ‘Semperflorens’ Miyoshi）はバラ目バラ科サクラ属のサクラ。エドヒガン系の中のコヒガン系の栽培品種で、マメザクラとエドヒガンが交雑した種間雑種で、春と秋から冬にかけての二度開花する二季咲きが最大の特徴である。

## 特徴
最大の特徴は、ジュウガツザクラ、コバザクラ（フユザクラ）、コブクザクラ等と同じく、春と秋から冬にかけて咲く二季咲きであり、広義の冬桜の一つであることである。東京の花期は春の4月上旬頃と秋の10月頃からで暖かければ冬の間も断続的に咲く。二季咲き以外の点ではコヒガンに類似し、樹形は傘状で、樹高は5m程の亜高木。一重咲きで淡紅色の小輪の花をつける。春は開花と同時期に新芽も芽を出し、一方秋は自らの葉が落ちる時期に開花する。また、春のほうが花は大きくなる。
シキザクラと同じコヒガン系で二季咲きのジュウガツザクラとは一重咲きか否かで区別できるほか、その他の二季咲きの栽培品種とは萼筒と花の組み合わせて見分けることもでき、シキザクラは萼筒が細く一重、ジュウガツザクラは萼筒が紅色で八重、コバザクラ（フユザクラ）は萼筒が紅色で太めで一重、コブクザクラは萼筒が漏斗型で八重といった特徴がある。
なおシキザクラには、それぞれに遺伝情報が違う複数のクローンがあり、同じ栽培品種であってもそのクローンごとに特徴に相違がある。これは接ぎ木や挿し木のほかにも他の個体と交雑した種子でも増殖され、その後に各個体の形態が似ていたことから別々の栽培品種として区別されず一つの栽培品種として認識されたことによるものと考えられている。

## ギャラリー

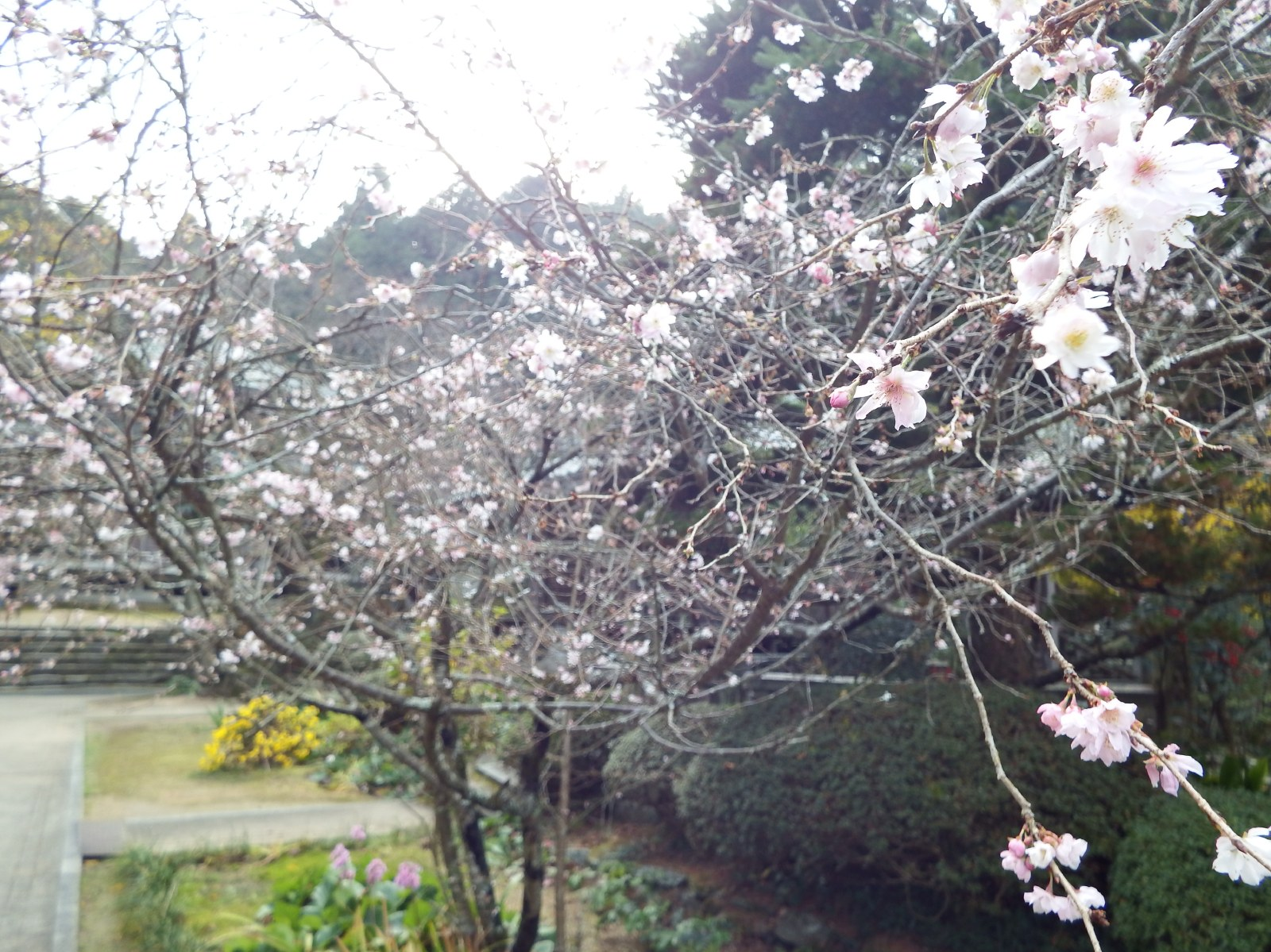
三角寺の境内（秋）
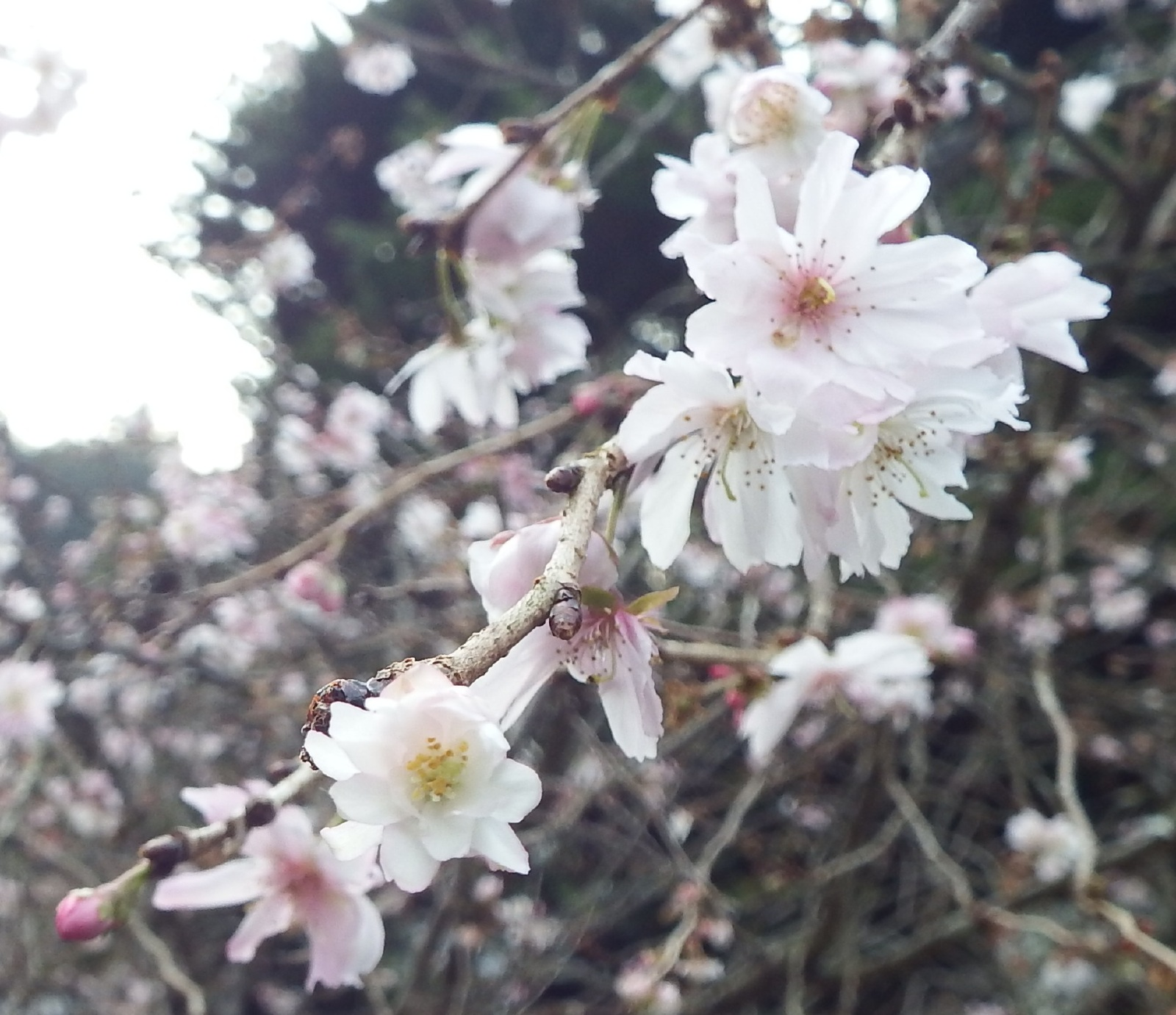
その花の拡大